# 津田信
津田 信 （つだ しん、 1925年9月1日 - 1983年11月22日） は、日本の小説家。東京府出身。本名は、山田 勝雄 (やまだ かつお)。

## 概要
東京府立第三商業学校卒業。満州の予備士官学校に在学中の1944年に応召し、第59師団に配属される。翌1945年の敗戦によりソ連軍の捕虜となるが、発疹チフスに罹患したためシベリア抑留は免れた。
1947年に帰国後、小島政二郎に師事し、徳田秋声の作品を研究。日本経済新聞社勤務中から小説を発表。1966年に同社を退社し、筆一本となる。受賞には至らなかったが、『日本工作人』などで芥川賞や直木賞の候補に合計8回上っている。
著書『幻想の英雄』で、フィリピンのルバング島から30年ぶりに帰国して注目されていた元陸軍少尉、小野田寛郎のベストセラー『わがルバング島の30年戦争』（1974）およびその元になった週刊誌連載の「手記」のゴーストライターであると名乗りを挙げ、「手記」に書けなかった部分や執筆にまつわる出来事を明らかにして話題になった。
立原正秋と共に同人誌『犀』を創刊。立原には貸家を斡旋するなど互いに親密な関係だったが、ほどなく確執が生じ、立原から人前で暴力を振るわれるなどの事件を経て絶交に至った。
長男の山田順もジャーナリスト、編集者、翻訳家。次男の山田幸伯は祥伝社に勤務、後に『敵中の人―評伝・小島政二郎』を執筆する。

## 文学賞候補
- 1956年、第35回芥川賞候補「瞋恚の果て」
- 1956年、第3回同人雑誌賞候補「流茫」
- 1957年、第37回芥川賞候補「風の中の」
- 1958年、第1回読売短編小説賞候補「籔の道」
- 1958年、第39回直木賞予選候補「日本工作人」
- 1958年、第40回直木賞候補『日本工作人』
- 1959年、第42回直木賞候補「女夫ヶ池」
- 1960年、第44回直木賞候補「忍ヶ丘」
- 1962年、第47回直木賞候補「夜の暦」
- 1964年、第52回直木賞候補「破れ暦」

## 著作リスト
- 『日本工作人』現代社、1958年　のち財界展望新社、1972年
- 『女夫ケ池』大和出版、1961年
- 『たそがれの橋 冬樹社、1965年
- 『夜々に掟を』光文社、1976年
- 『幻想の英雄―小野田少尉との三ヵ月』図書出版社、1977年
- 『日々に証しを』光文社、1978年
- 『結婚の構図』主婦と生活社、1981年